# Rajendra II.
Rajendra Chola II. (Tamil இரண்டாம் இராஜேந்திர சோழன்) war ein König der Chola-Dynastie, der im 11. Jahrhundert im Süden Indiens regierte.

## Leben
Geburtsort und Geburtsdatum von Rajendra II. liegen im Dunkeln. Er war ein Sohn von Rajendra I., der auch den Titel Gangaikonda Chola trug. Rajendra II. war mit Rajarajan Arumoliyar (auch Tennavan Mādevi) verheiratet. Als Söhne sind bekannt Kadarangkonda Cholan und Irattapadikonda Cholan. Er hatte neben seinem älteren Bruder Rajadhiraja Chola I noch einen jüngeren Bruder namens Vira-Solan, der in Uraiyur herrschte.
Im Jahr 1052 (eventuell auch schon 1051) wurde er von seinem älteren Bruder als Mitregent eingesetzt. Noch im gleichen Jahr hatte Rajadhiraja einen Feldzug gegen die Chalukya begonnen. Im Jahr 1054 trafen die beiden Heere schließlich in Koppal (das frühere Koppam) aufeinander und es kam zur Schlacht von Koppam, bei der Rajadhiraja fiel. Trotz einer Verwundung gelang es Rajendra II. das Schlachtengeschick dramatisch zu wenden und so konnte er Someshvara I, dem König der Chalukya, noch eine schwere Niederlage zufügen. (Anmerkung: Laut Sen (2013) fand die Schlacht bereits 1052 statt)

## Chalukya-Kriege
Im Jahr 1062 fielen die Chalukya mit starken Streitkräften ins Gebiet der Chola ein, um sich für ihre demütigende Niederlage bei Koppam zu rächen. Es kam darauf zur ersten Schlacht von Kudal Sangamam an der Mündung der Tungabhadra in die Krishna. Die Cholas unter Rajendra II. und Virarajendra Chola konnten die Invasion aufhalten und töteten überdies Dandanayaka Valadeva, den Feldherrn der Chalukya.
Wenig später wurde ein Expeditionsheer der Westlichen Chalukya aufgefangen, welches in Richtung Vengi unterwegs war und dieses einnehmen sollte. Someshvara I stellte daraufhin die Armee der Cholas unter Rajendra II. und Virarajendra erneut bei Kudal Sangamam und wurde auch in der zweiten Schlacht vernichtend geschlagen.

## Sri Lanka
In seiner frühen Regierungszeit unternahm Rajendra II. auch eine militärische Kampagne nach Sri Lanka, in deren Verlauf das gegnerische Heer in die Flucht geschlagen und König Vijayabahu I aus Polonnaruwa vertrieben wurde. Letzterer rettete sich dann in eine Bergfestung.
Später zog Rajendra II. erneut gegen Sri Lanka, dessen neuer König Manabharanan vom Kalingakönig Vira Salamegha unterstützt wurde.

## Weitere Eroberungen
Wie seine Vorgänger besaß auch Rajendra II. Kontrollgewalt über das Königreich der Pandya. Nachdem er den Chalukyaherrscher Someshvara I besiegt hatte, unternahm er einen Feldzug gegen das Königreich von Kalinga. Im Kalingakrieg fand der König von Kalinga den Tod und außerdem wurden bei dieser Gelegenheit die beiden Söhne Manabharanans gefangen genommen.
Auch andere Gebiete standen unter der Herrschaft von Rajendra II., wie beispielsweise Ayodhya, Kanyakubja, Rattapadi und Kadaram. 

## Fazit
Insgesamt hielt Rajendra II. in seiner Regierungszeit das Chola-Reich gut zusammen und musste keinerlei Gebiete abtreten.